# Urban Menace
Urban Menace (titlu original: Urban Menace) este un film american de groază din 1999 regizat de Albert Pyun. Rolurile principale au fost interpretate de actorii Snoop Dogg, Big Pun, Ice-T și Fat Joe.

## Prezentare
După arderea unei biserici în care un predicator și familia lui sunt uciși, fantoma nebună a predicatorului (Snoop Dogg) începe să-i omoare pe membrii bandei responsabile.

## Distribuție
- Snoop Dogg - Preacher Caleb
- Big Pun - Crow
- Ice-T - Narrator
- Fat Joe - Terror
- T.J. Storm - King
- Vincent Klyn - Shadow
- Romany Malco - Syn
- Tahitia Hicks - Holt (ca Tahitia)
- Eva La Dare - Jolene(as Karen Dyer)
- Ernie Hudson Jr. - No Dice
- Jahi J.J. Zuri - Cool D
- Rob Ladesich - Harper
- Michael Walde-Berger - Harper's Boss
- Michaela Polakovicova - Hooker
- Ed Satterwhite - Crow's Posse
- Jason Stapleton - Crow's Posse
- Lubo Salater - Crow's Posse
- Robert Ughoro - Caleb's Posse

## Producție
Regizorul, Albert Pyun, a filmat Urban Menace simultan cu alte două filme „urbane”, The Wrecking Crew și Corrupt (ambele din 1999), asigurându-se că producătorii săi au profitat la maximum de banii lor. Unele scene au fost filmate într-o fabrică părăsită din Europa de Est cu un buget redus.